# المسرب (مناخة)

تعديل مصدري - تعديل

المسرب هي إحدى قرى عزلة دعوة بمديرية مناخة التابعة لمحافظة صنعاء، بلغ تعداد سكانها 123 نسمة حسب تعداد اليمن لعام 2004.